# Tanjung Ning Tengah
Tanjung Ning Tengah is een bestuurslaag in het regentschap Empat Lawang van de provincie Zuid-Sumatra, Indonesië. Tanjung Ning Tengah telt 904 inwoners (volkstelling 2010).